# Летківська сільська рада
| Летківська сільська рада — колишній орган місцевого самоврядування у Тростянецькому районі Вінницької області з адміністративним центром у с. Летківка. Сільській раді підпорядковані населені пункти: - с. Летківка - с-ще Северинівка |

## Склад ради
Рада складалася з 20 депутатів та голови.

## Керівний склад сільської ради
| ПІБ                         | Основні відомості                                                                           | Дата обрання | Дата звільнення |
| --------------------------- | ------------------------------------------------------------------------------------------- | ------------ | --------------- |
| Слободяник Михайло Петрович | Сільський голова, 1955 року народження, освіта, член народної партії                        | 26.03.2006   | 31.10.2010      |
| Драпак Лариса Іванівна      | Сільський голова, 1964 року народження, освіта вища, Всеукраїнське об'єднання «Батьківщина» | 31.10.2010   |                 |

Примітка: таблиця складена за даними джерела